# 백언호
백언호(白彦虎, 키릴 문자: Бай Яньху, 1830년 2월 8일 ~ 1882년 7월 26일)는 둥간 혁명의 지도자로서 십팔대영(十八大營) 원수 가운데 한 사람이다. 아명은 백소(白素), 무슬림식 이름은 무함마드 아유브(Мухаммед Аюб)이며 섬서성 징양 현(陝西省 涇陽縣) 출신이다. 중앙아시아에 거주하는 소수 민족인 둥간족에서는 민족의 아버지로 여겨진다.

## 생애
청나라 동치제(同治, 1862년 ~ 1874년) 시대에는 태평천국의 난, 염군의 난 등으로 인해 많은 군비가 필요했고 각 성에 대한 세금 부담이 증가했다. 특히 땅이 메말라서 가난했던 섬서성, 간쑤성의 세금 증대는 관리의 부패, 후이족에 대한 모멸에 반감을 품은 후이족들이 무장 봉기를 일으켰다. 이슬람교 교단의 지도자로 추대된 백언호는 1862년에 군대를 조직하고 시안을 포위했다. 백언호가 이끄는 군대는 청나라 흠차대신을 역임하고 있던 수완구왈기야 싱포가 이끄는 군대를 물리쳤지만 후임 흠차대신이었던 도롱가에게 패배했고 섬서성 펑샹현으로 도망치게 된다.
섬서회민군(陝西回民軍)은 남조주(藍朝柱)와 연합하여 도롱가에 저항했다. 1864년에는 간쑤성 영주(寧州)에 위치한 동지원(董志塬)으로 피신하면서 십팔대영을 조직했고 백언호는 십팔대영의 원수 가운데 한 사람이 되었다. 섬서회민군은 염군(捻軍) 장종우(張宗禹)와 연합하여 청나라 군대에 저항해 나갔지만 1868년 3월에 십팔대영을 사대영(四大營)으로 개편하면서 동지원에서 철수하게 된다.
백언호는 금적보(金積堡)에 주둔하고 있던 마화룡(馬化龍)이 이끄는 회민군을 구하려고 했지만 실패했고, 시닝(西寧)으로 퇴각하게 된다. 1872년에는 마계원(馬桂源), 마본원(馬本源) 형제와 연합하여 청나라 군대와 싸웠지만 패배했고 카슈가르에 있던 야쿱 벡과 함께 하서주랑으로 피신하게 된다. 1877년에 흠차대신 좌종당이 이끄는 군대가 야쿱 벡을 살해하자 5,000명의 병사들과 함께 러시아의 지배를 받고 있던 중앙아시아로 피신했다. 1882년, 키르기스스탄 비슈케크에서 폐렴으로 인해 사망했다.